# Österreichische Galerie Belvedere
Österreichische Galerie Belvedere (ó de forma abreujada des de 2007, El Belvedere) és un museu d'art situat en el Palau Belvedere a Viena, Àustria. La seva col·lecció, inclou obres mestres que van des de l'Edat Mitjana i el Barroc, fins al segle xxi, encara que està enfocat principalment en pintors austríacs de fi de segle i del modernisme (Jugendstil), incloent obres de Gustav Klimt, Egon Schiele, Oskar Kokoschka i Max Oppenheimer.

## Història
La Österreichische Galerie Belvedere va ser oberta l'any 1903 sota el nom de Moderne Galerie provisionalment en el Baix Belvedere amb una tendència artística vienesa contemporània, a instàncies dels artistes de la Secessió de Viena, entre ells el pintor Carl Moll. A partir de 1921 va rebre la seva actual denominació.

## Quadres
Aquestes són algunes de les pintures més conegudes que es poden trobar al llarg de les sales de la Galeria Belvedere. Una de les més famoses és, sens dubte, l'obra El petó de Gustav Klimt, que va ser comprat en 1908.

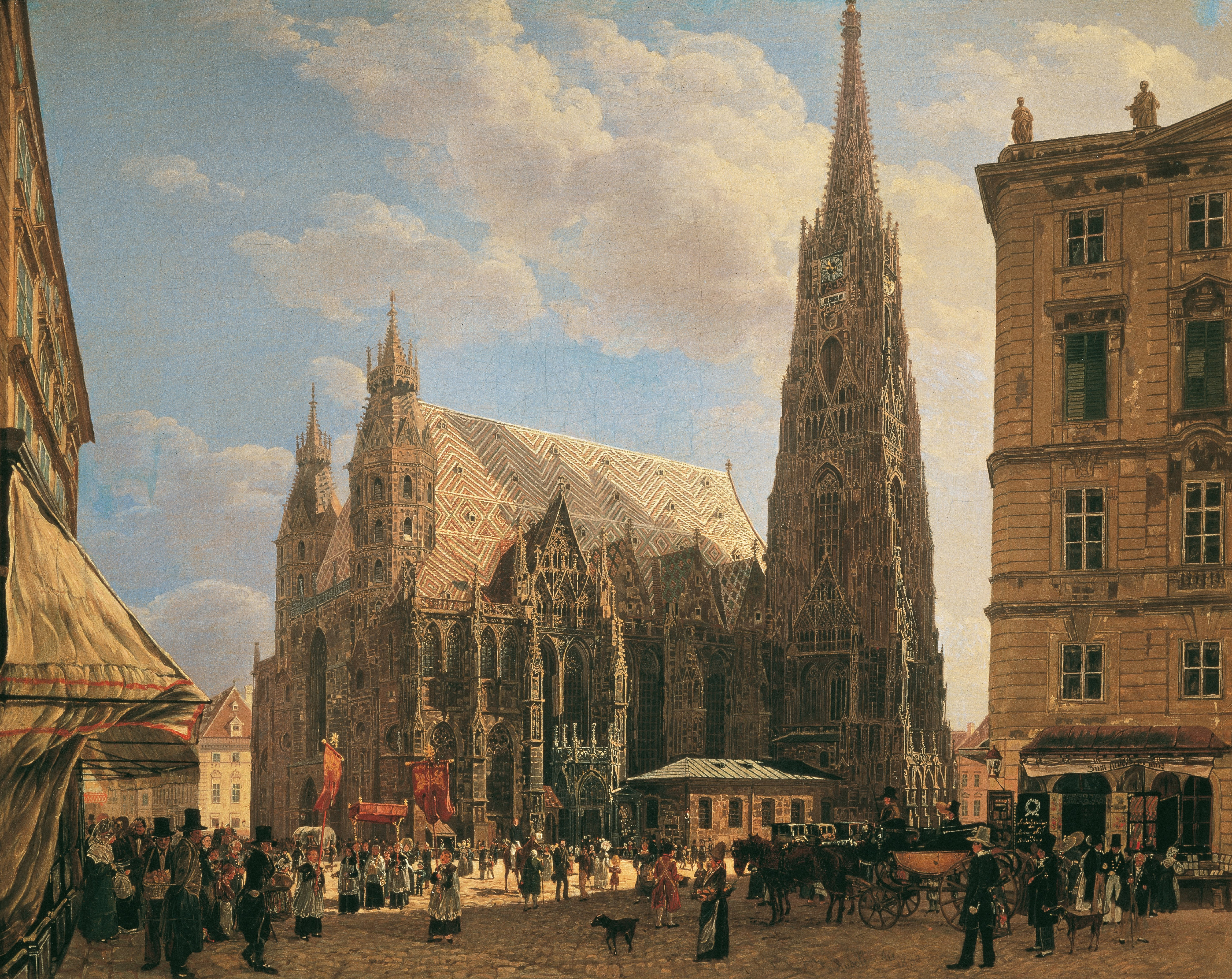
Rudolf von Alt: Catedral de Sant Esteban, 1832 (1832)
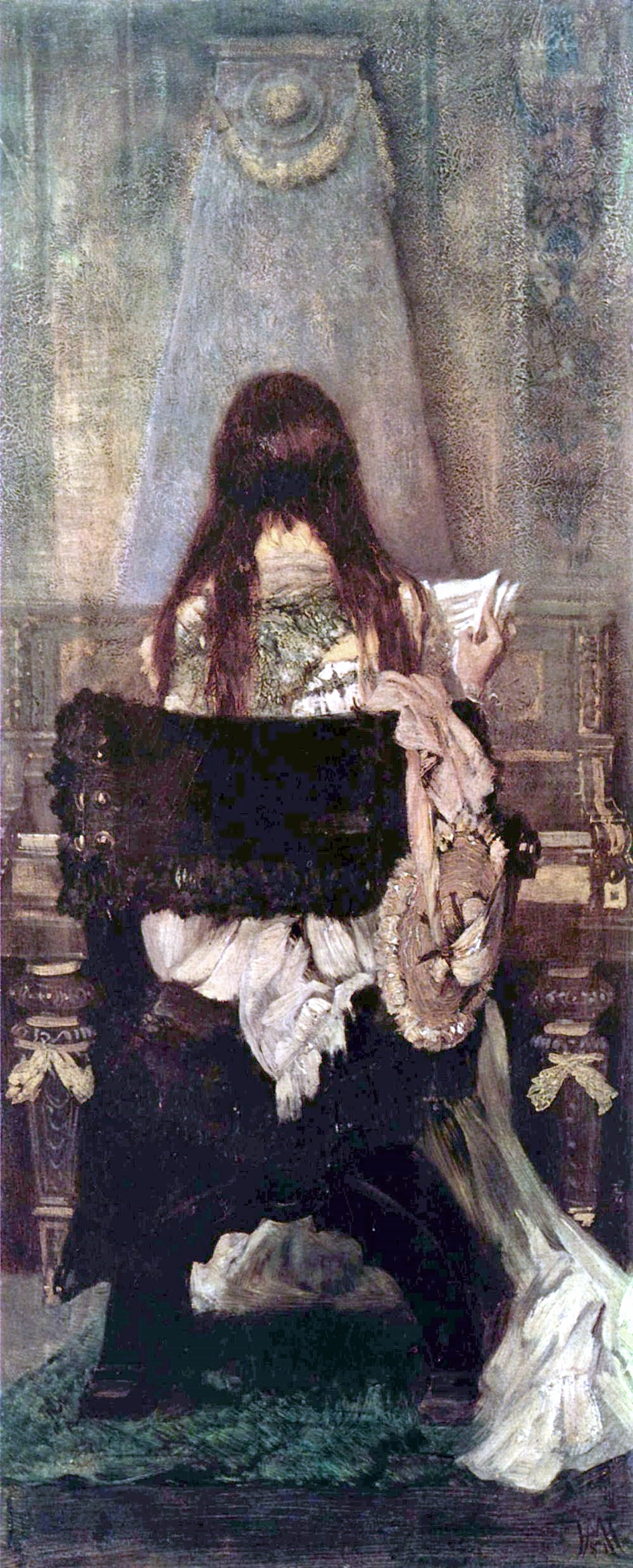
Hans Makart: Dama a l'espineta (1871)
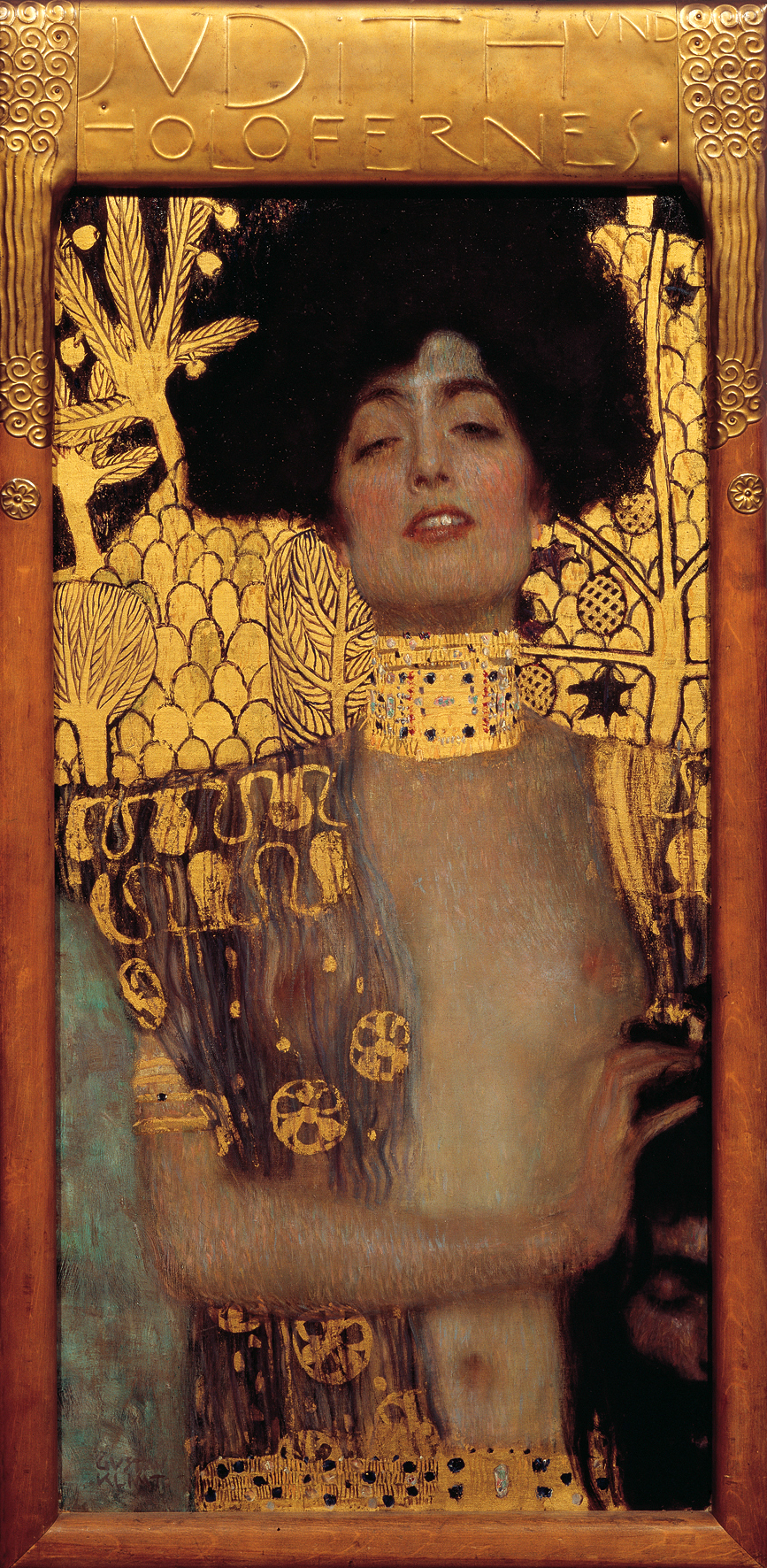
Gustav Klimt: Judith (1901)
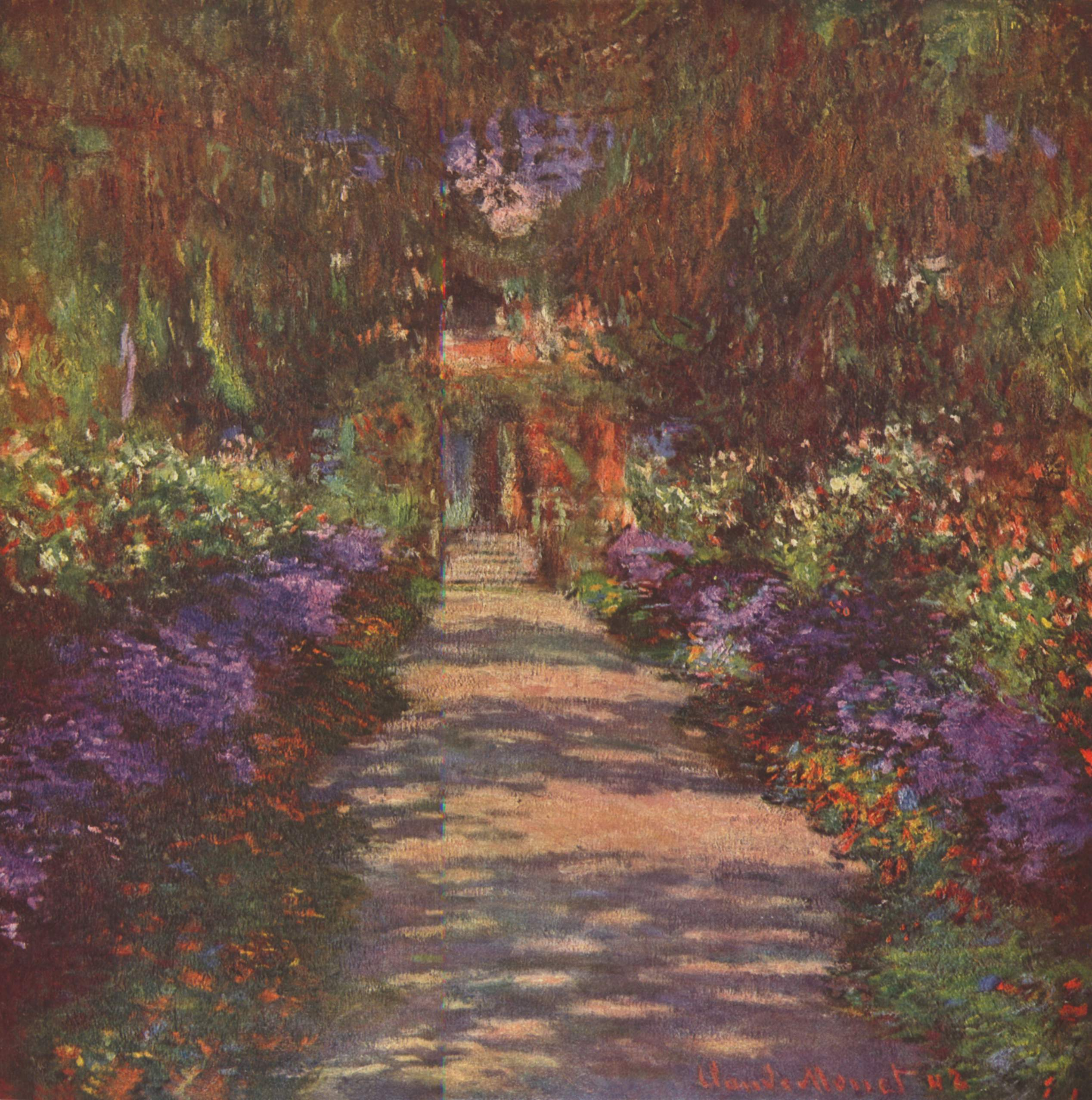
Claude Monet: Sendera en el jardí (1902)
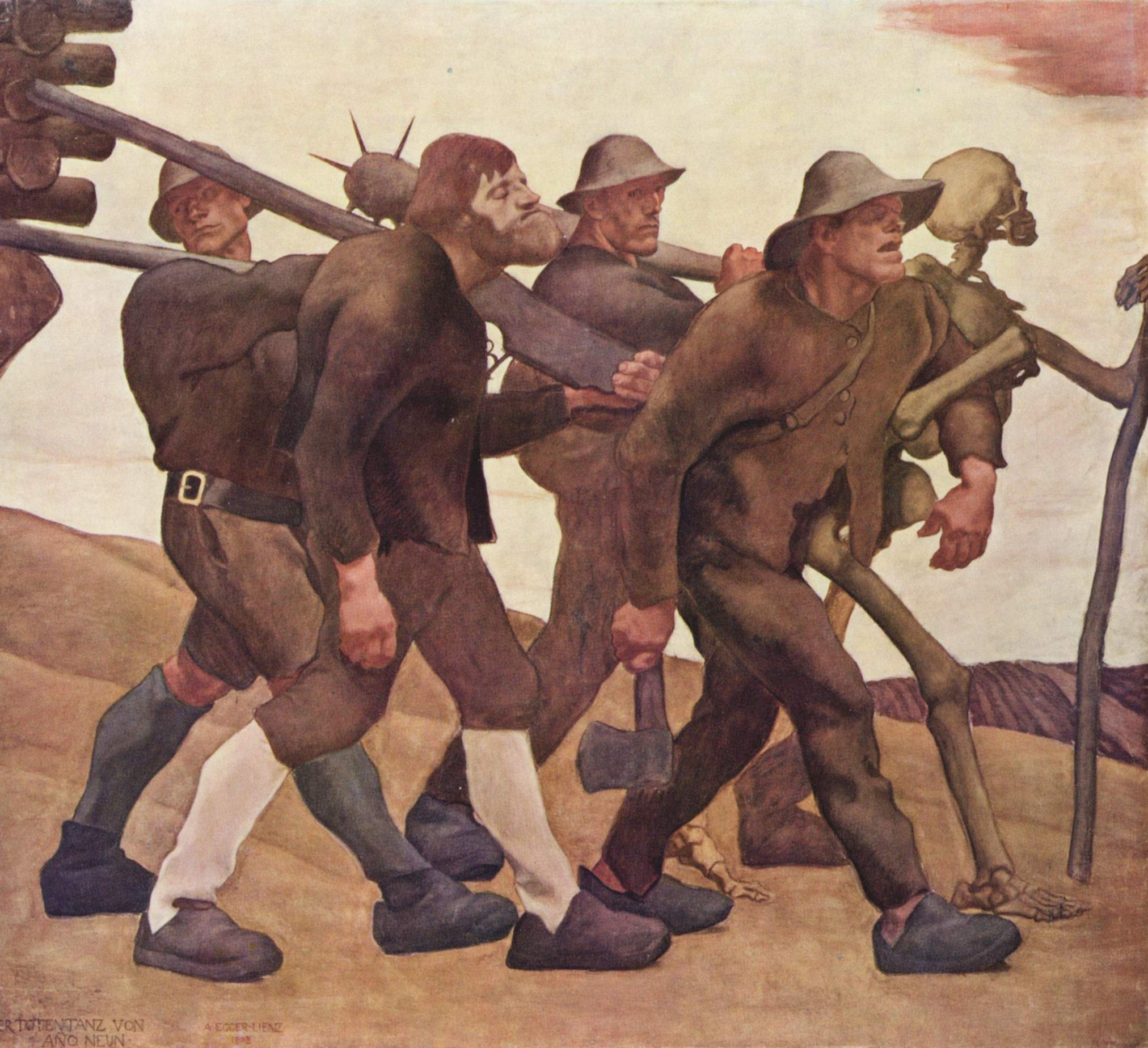
Albin Egger-Lienz: La dansa de la mort d'any nou (1906-1908)
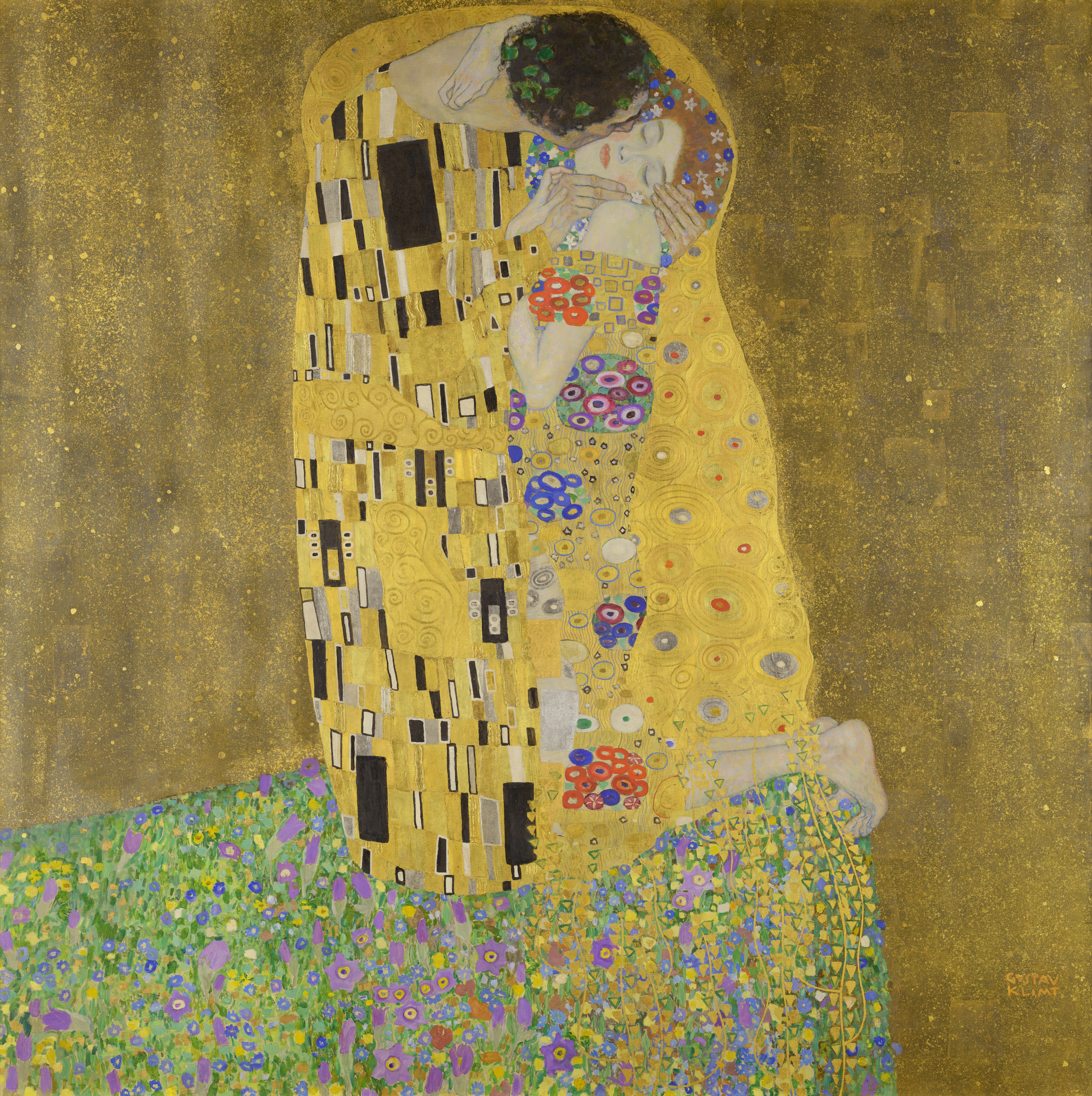
Gustav Klimt: El petó (1907-1908)
Egon Schiele, Autoretrat amb el cap baix (1912)
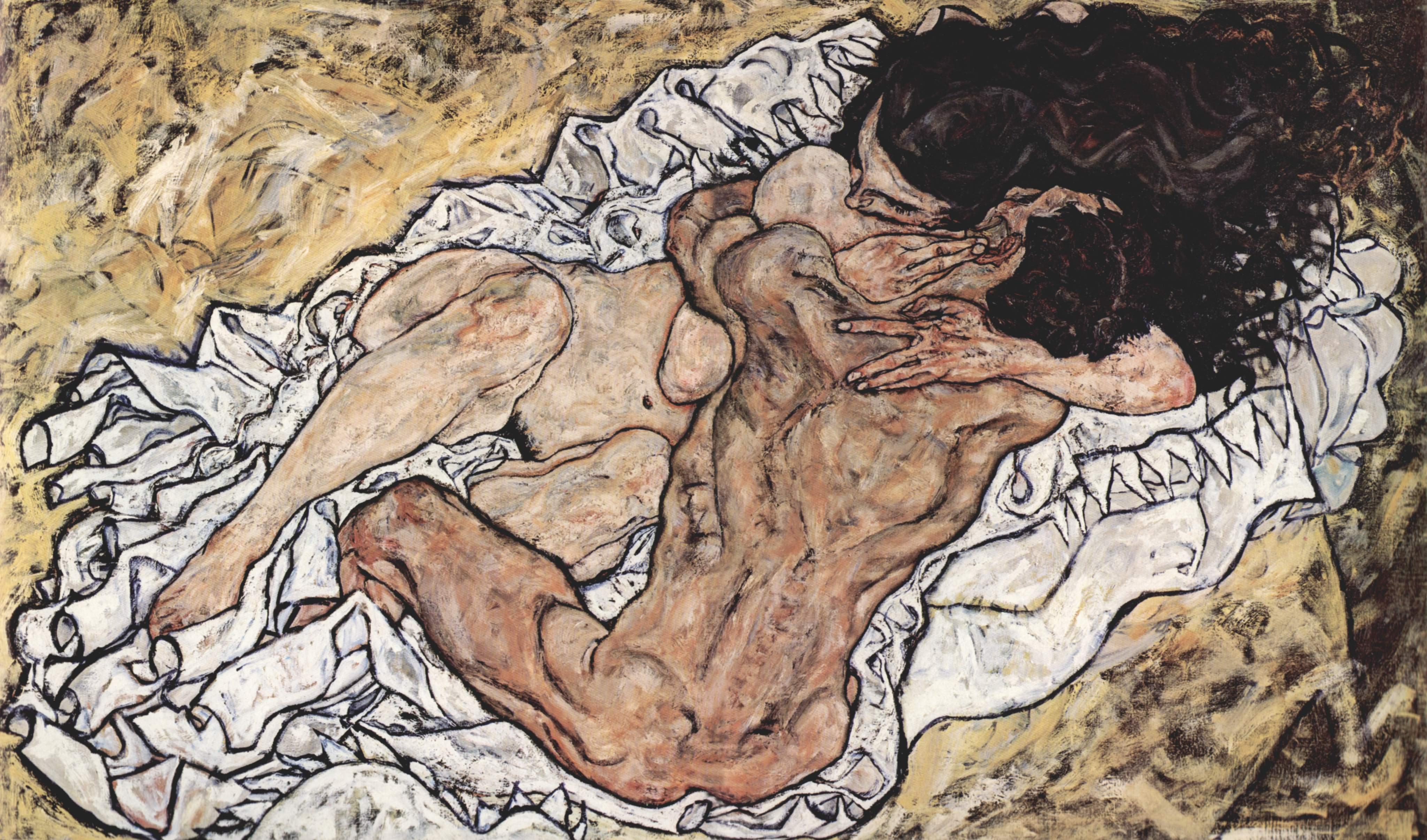
Egon Schiele, L'abraçada (1917)

## Escultures
Aquestes són algunes de les escultures més conegudes que es poden trobar a la Galeria Belvedere. Les més famoses són els retrats d'expressió de l'escultor Franz Xaver Messerschmidt.

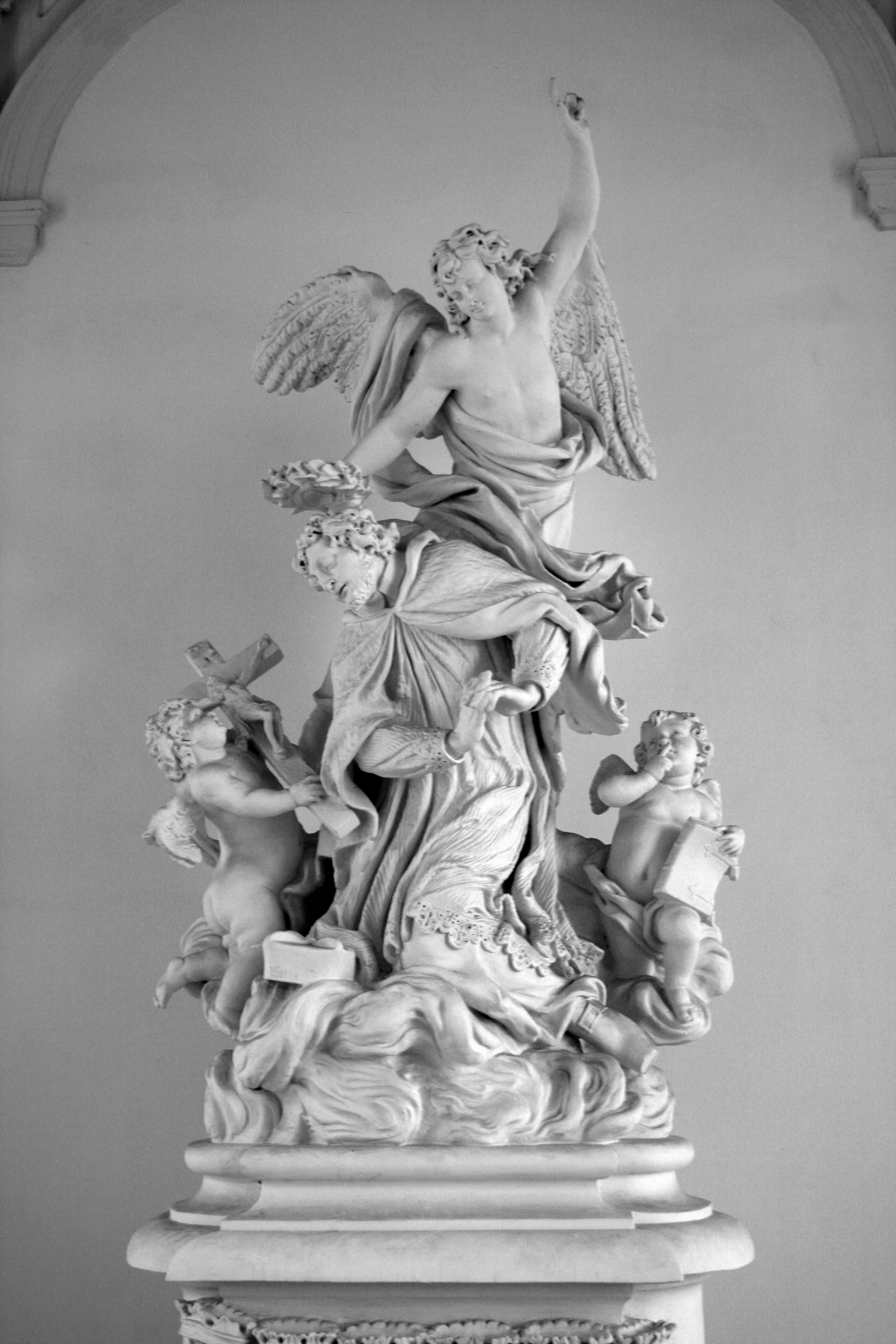
Escultura religiosa del Barroc, Johann Jacob Schoy: Apotheose des hl. Johannes von Nepomuk (1724)
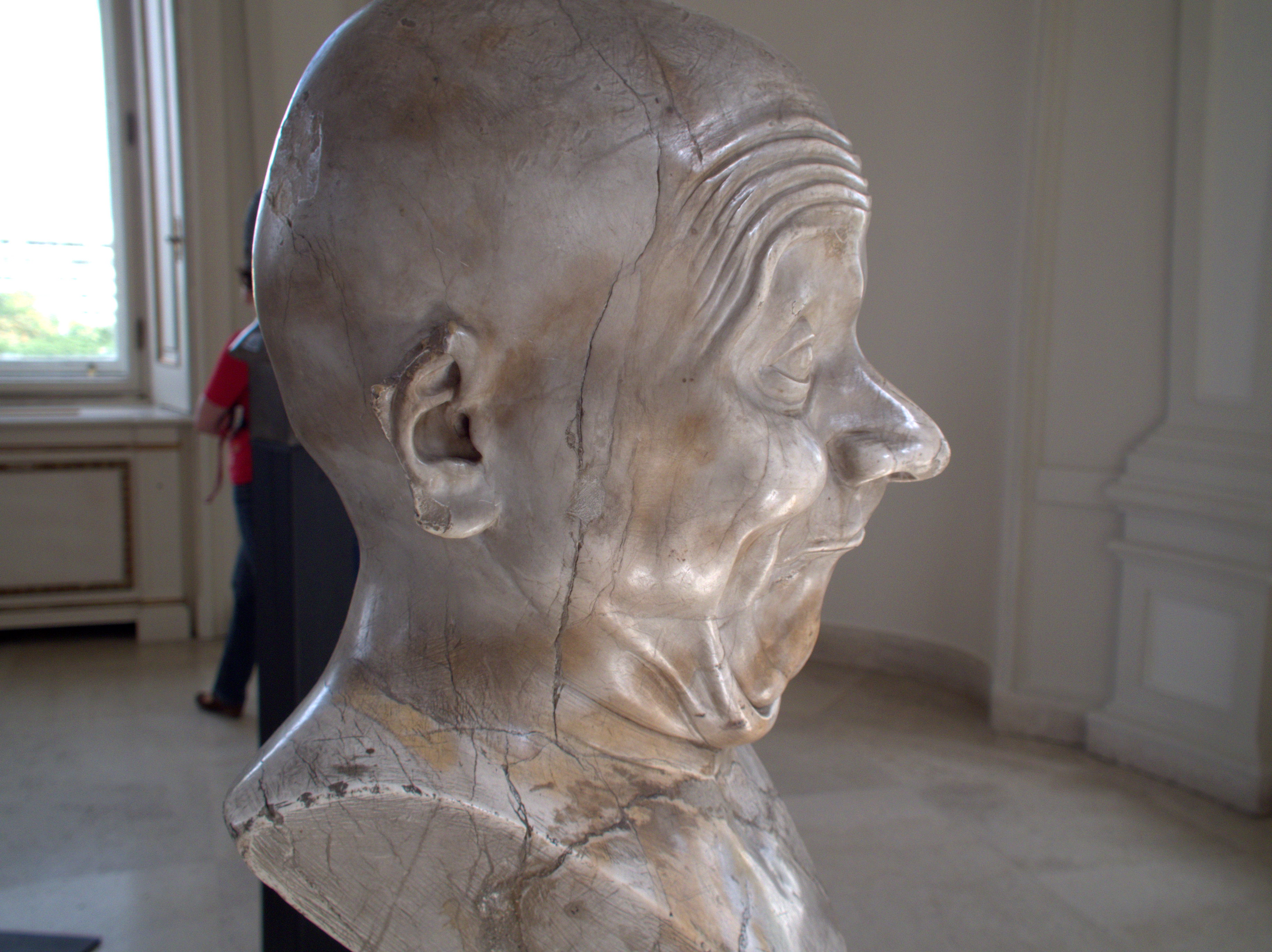
F.X.Messerschmidt: Charakterkopf (17--)
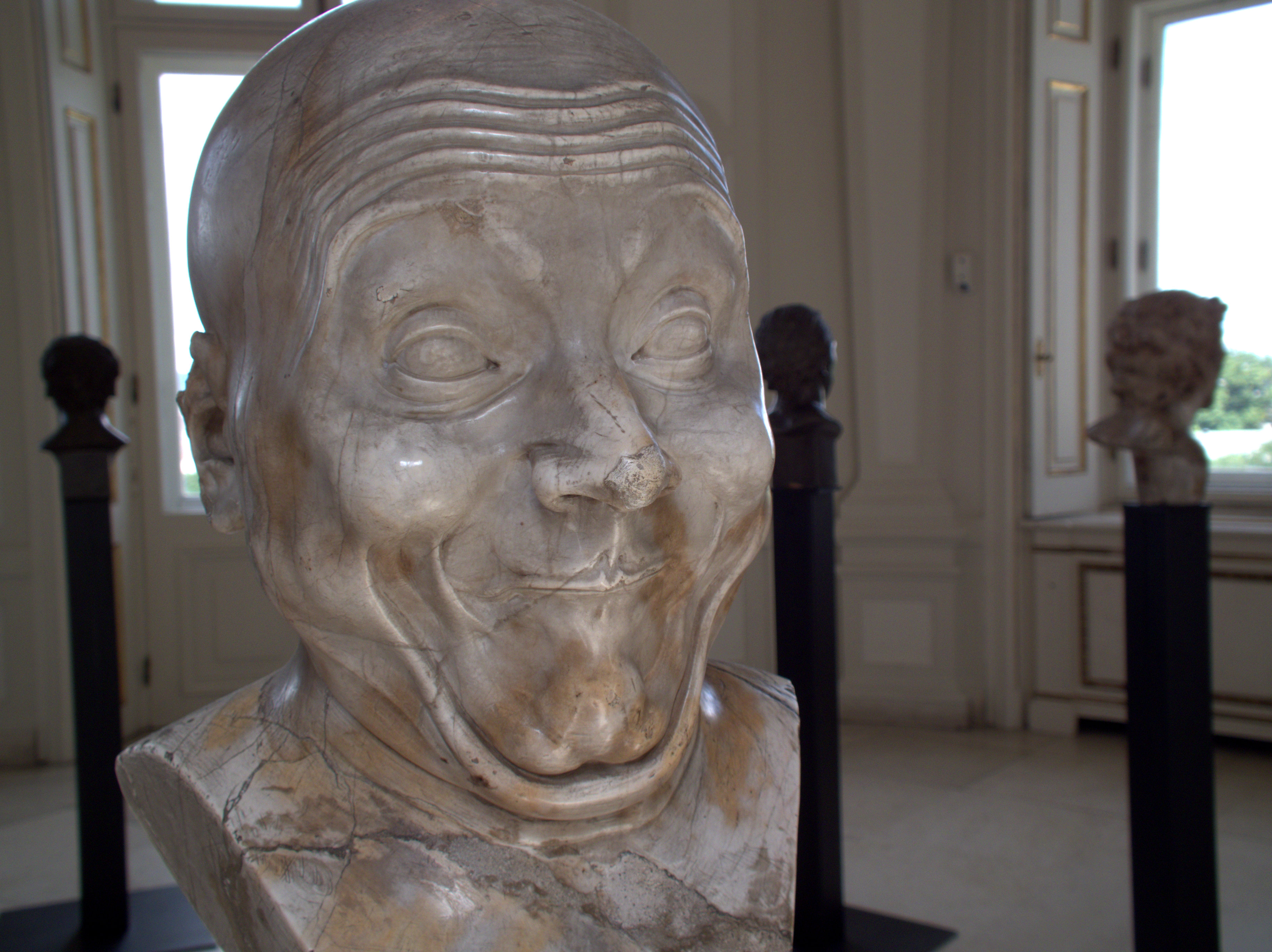
F.X.Messerschmidt: Charakterkopf (17--)
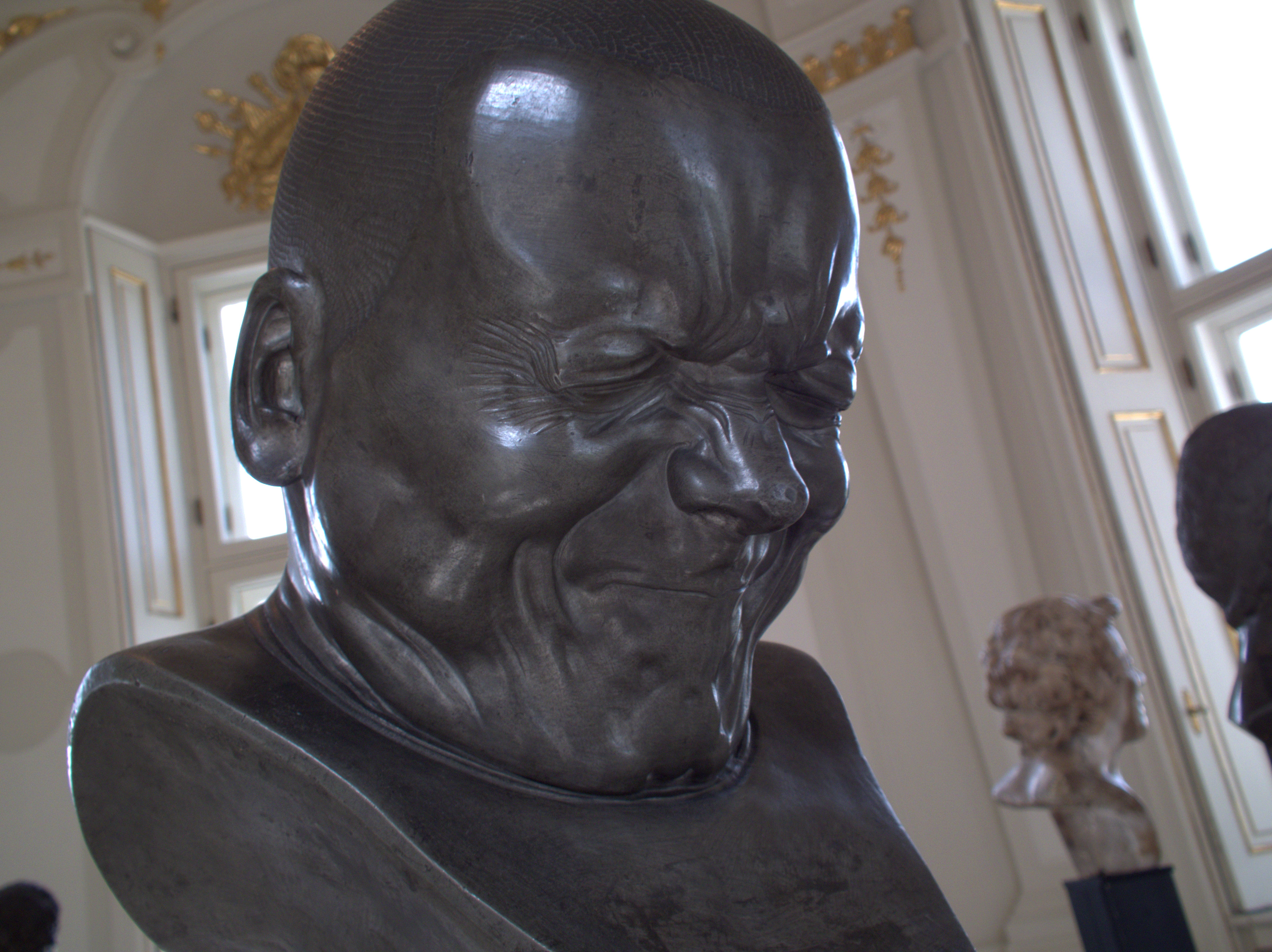
F.X.Messerschmidt: Charakterkopf (17--)
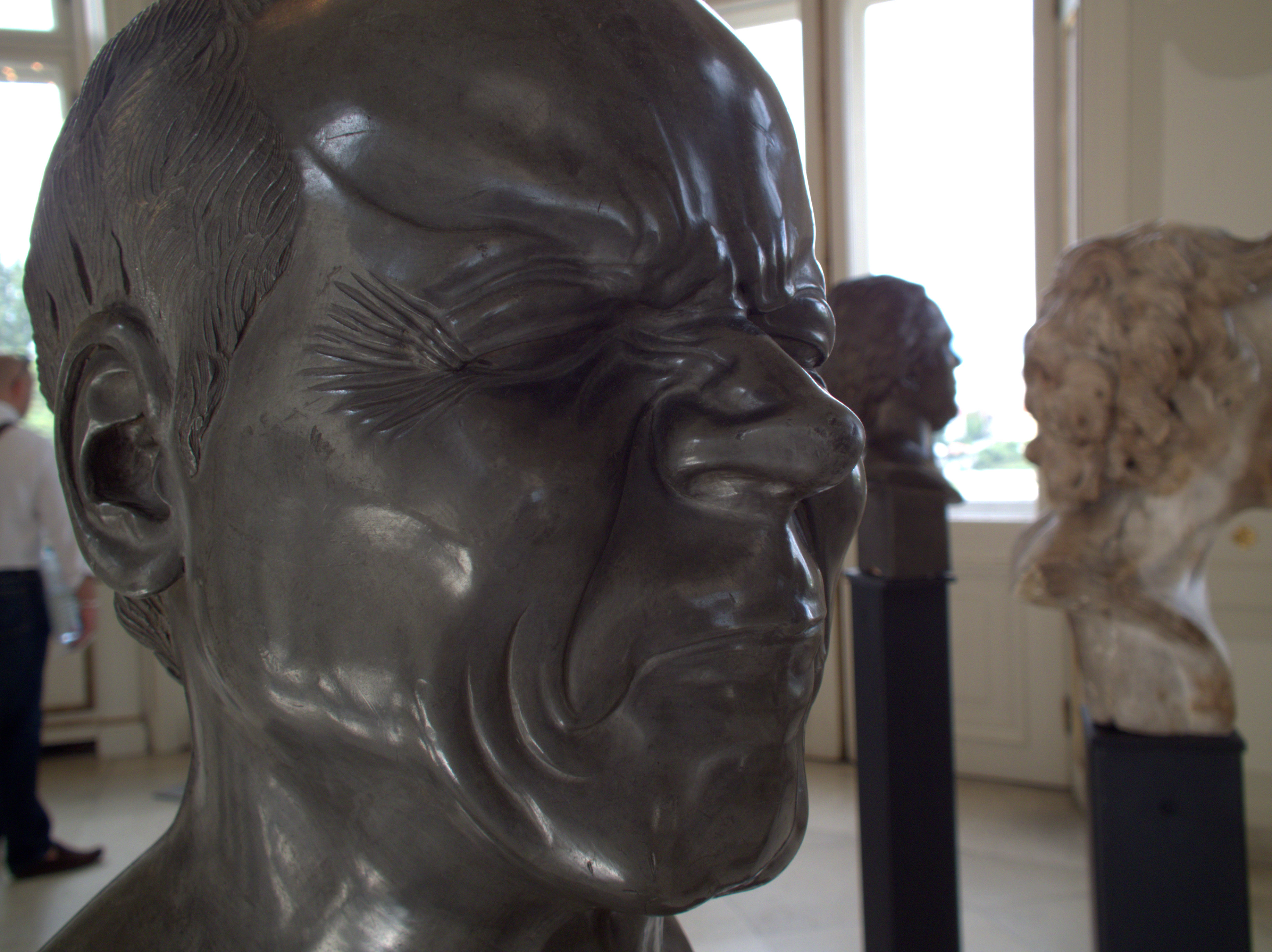
F.X.Messerschmidt: Charakterkopf (17--)
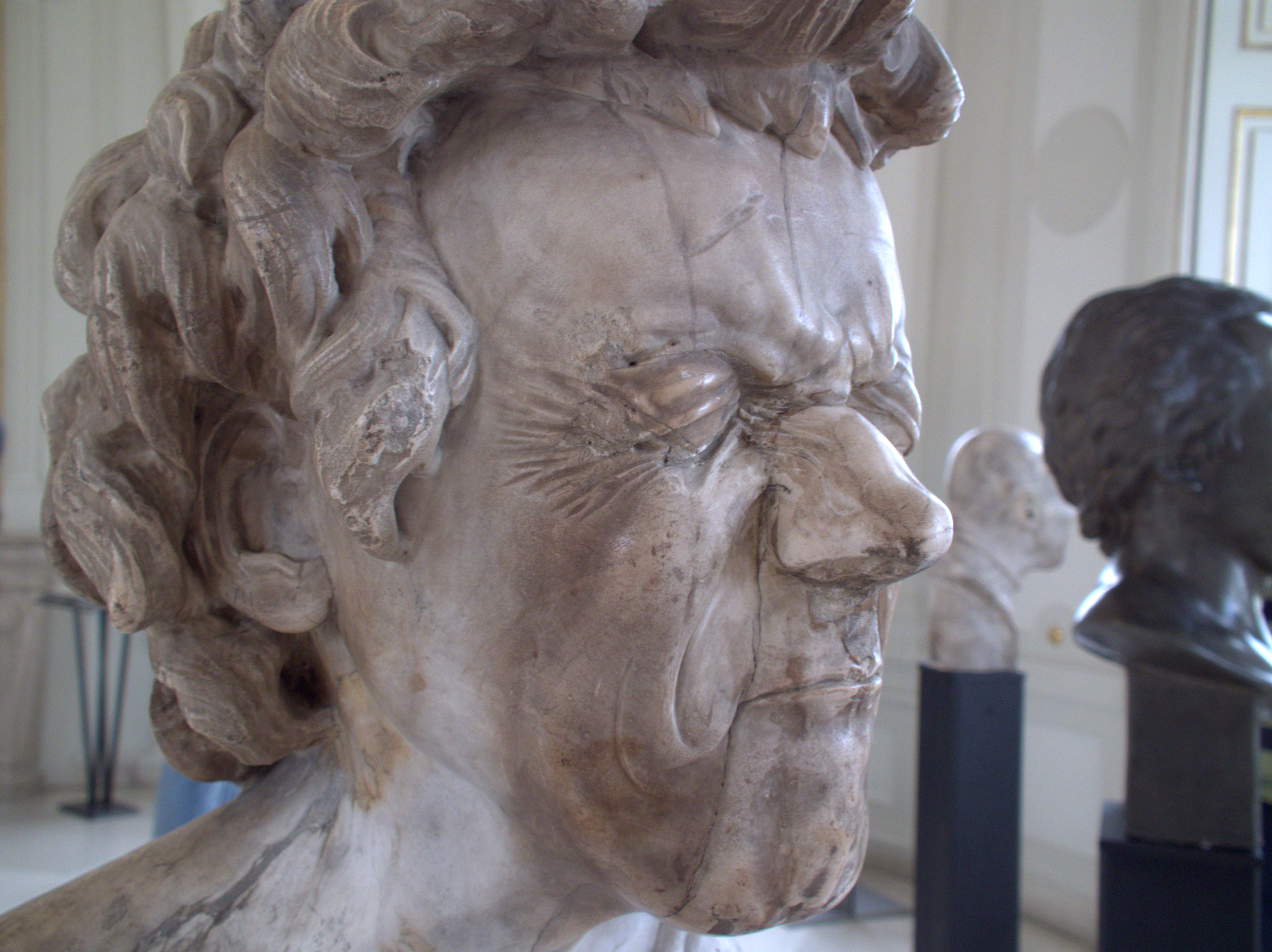
F.X.Messerschmidt: Charakterkopf (17--)
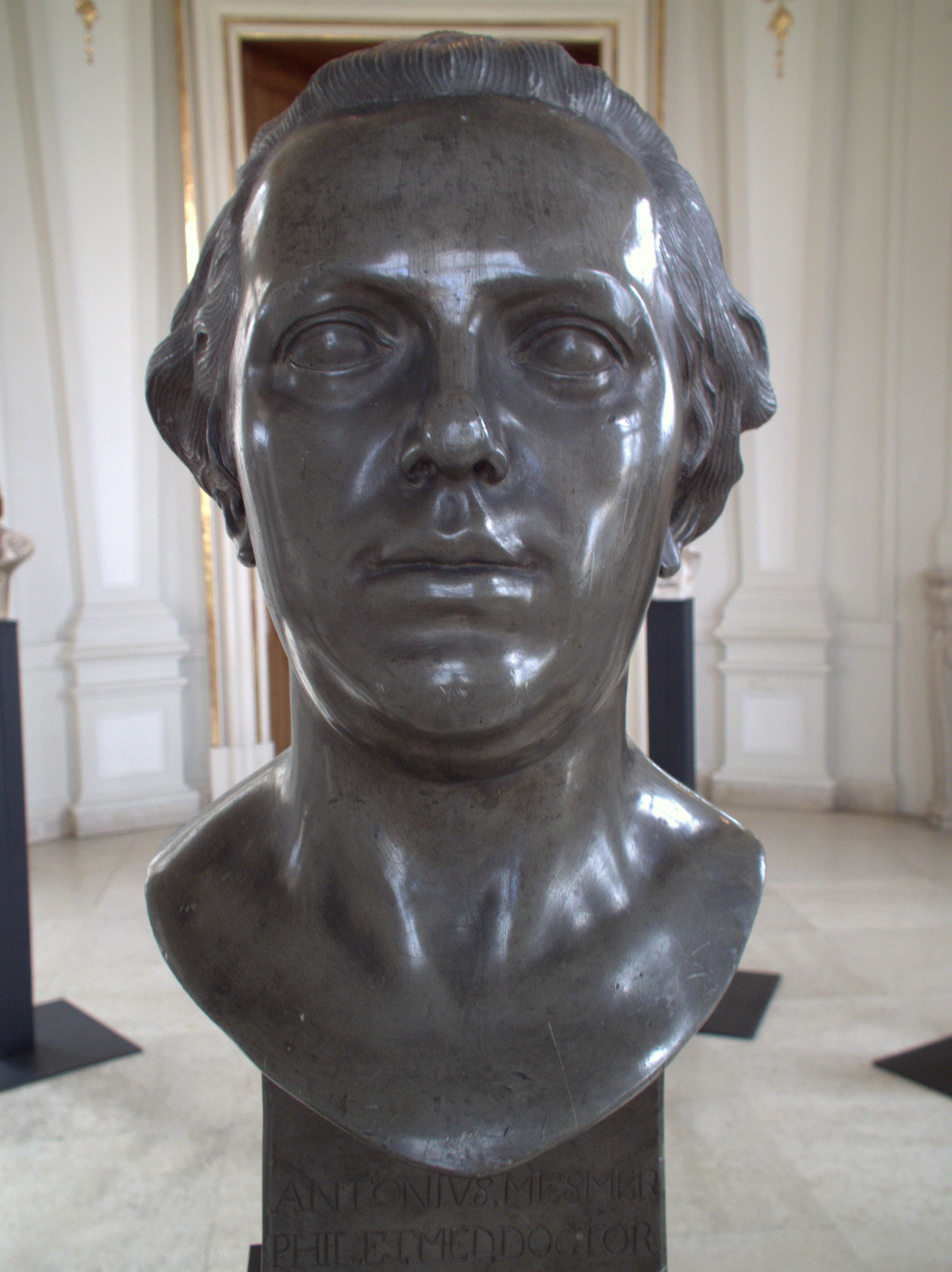
F.X.Messerschmidt: Charakterkopf (17--)